# Twierdzenie Rybczyńskiego

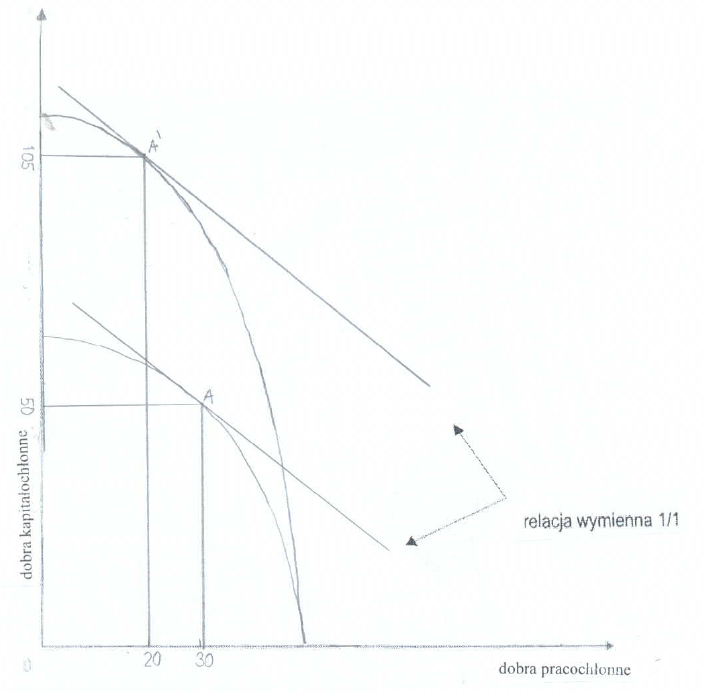
Wykres relacji do twierdzenia Rybczyńskiego

Twierdzenie Rybczyńskiego (teoremat Rybczyńskiego) – w warunkach niezmienionych relacji cen na rynku światowym, wzrost zasobów tylko jednego czynnika produkcji, przy niezmienionym poziomie drugiego czynnika, prowadzi do wzrostu produkcji dobra zużywającego przede wszystkim czynnik, którego zasoby wzrastają, a także do zmniejszenia produkcji dobra, w wytwarzaniu którego potrzebny jest przede wszystkim czynnik, którego zasoby nie ulegają zmianie.
Przedstawiony na rysunku kraj jest relatywnie zasobny w pracę. Oś x przedstawia produkcję dóbr pracochłonnych, oś y – dóbr kapitałochłonnych.
Krzywa położona bliżej początku układu współrzędnych przedstawia możliwości produkcyjne danego kraju (krzywa możliwości produkcyjnych). Styczna do tej krzywej przedstawia krzywą relacji wymiennej dóbr kapitałochłonnych na pracochłonne. W omawianym przypadku jest to relacja 1 do 1. Punkt A przedstawia produkcję tego kraju – 30 dóbr pracochłonnych i 50 dóbr kapitałochłonnych.
W momencie, gdy zasoby pracy wzrosną, np. w wyniku napływu siły roboczej z zagranicy, zmieniają się możliwości produkcyjne omawianego kraju. Ukształtuje się nowa krzywa możliwości produkcyjnych położona dalej od początku układu współrzędnych. Widać, że jest ona bardziej spłaszczona w kierunku dóbr pracochłonnych a punkt równowagi produkcyjnej przesuwa się do A’, w którym produkcja dóbr pracochłonnych wzrasta z 50 do 105 a dóbr kapitałochłonnych spada z 30 do 20.
Dlaczego tak się dzieje? Przy większej podaży zasobów czynnika pracy, kraj chce wyprodukować i sprzedać jak najwięcej. Relacje cen światowych pozostają bez zmian (gdyż omawiany przypadek wzrostu produkcji w kraju małym nie ma wpływu na zmiany cen na rynku światowym), co dodatkowo stymuluje mały kraj do produkcji. Po wzroście zasobów pracy kraj produkuje nie 50, ale 105 jednostek dobra pracochłonnego. Należy jednak pamiętać, że produkując dobra pracochłonne, kraj zużywa również drugi czynnik produkcji – kapitał, którego zasobność pozostaje bez zmian. Następuje odciągnięcie kapitału z produkcji dóbr kapitałochłonnych do intensywniejszej produkcji dóbr pracochłonnych. Efektem tego jest właśnie spadek produkcji dobra kapitałochłonnego z 30 do 20 jednostek.
Wzrost produkcji może dotyczyć również dobra kapitałochłonnego. Wtedy krzywa możliwości produkcyjnych będzie przedstawiać się następująco:
W kraju zasobnym w kapitał, po dodatkowym wzroście tego czynnika produkcji i niezmienionej podaży pracy, krzywa możliwości produkcyjnych przesunie się w górę a punkt równowagi przesunie się z punktu A do A’. Produkcja dóbr kapitałochłonnych zwiększy się z 50 do 105, a dóbr pracochłonnych spadnie z 30 do 20. Mechanizm zmian jest zatem analogiczny, z tym, że kierunek zmian jest odwrotny.